# Spalacopus
Genre
Spalacopus est un genre de mammifères rongeurs de la famille des Octodontidae.
Ce genre comprend une seule espèce :
- Spalacopus cyanus (Molina, 1782) — Coruro